# Орбифолд
Орбифолд, или орбиобра́зие, — неформально говоря, это многообразие с особенностями, которые выглядят как фактор евклидова пространства по конечной группе.
Один из объектов исследования в алгебраической топологии, алгебраической и дифференциальной геометрии, теории особенностей.

## Орбифолд и многообразие (сравнение определений)
Орбифолд определяется как хаусдорфово топологическое пространство {\displaystyle X} (называемое подлежащим пространством орбиобразия) и выделенный набор открытых отображений {\displaystyle \varphi _{\alpha }\colon U_{\alpha }\subset \mathbb {R} ^{n}\to X} (называемый атласом), такой, что образы {\displaystyle \varphi _{\alpha }(U_{\alpha })} образуют покрытие пространства {\displaystyle X}.
Атлас должен удовлетворять некоторому набору свойств, который мы описываем неформально.
В отличие от многообразия, карты не являются гомеоморфизмами, но для каждой карты {\displaystyle \varphi _{\alpha }} имеется конечная группа {\displaystyle \Gamma _{\alpha }}, действующая на {\displaystyle \mathbb {R} ^{n}} и переводящая {\displaystyle U} в себя. Также для орбифолдов между картами существуют гомеоморфизмы сличения, но, в отличие от многообразий, они не единственны и переводятся друг в друга под действием соответствующих групп.

### Замечание
- Риманово орбиобразие можно определить очень коротко, а именно как пространство локально изометрическое фактору риманова многообразия по конечной группе изометрий. На основе этого определения можно построить определение орбиобразия без метрики.[1]

## Примеры
- Пара многообразие {\displaystyle M} с действием дискретной группы диффеоморфизмов {\displaystyle \Gamma } задаёт орбифолд с подлежащим пространством {\displaystyle M/\Gamma }.
  - Такие орбифолды называются хорошими, в случае если такого представления не существует, то орбифолд называется плохим.
- Примеры орбифолдов с двумерной сферой {\displaystyle \mathbb {S} ^{2}={\hat {\mathbb {C} }}} как подлежащие пространство можно получить задав две карты {\displaystyle f,\;g\colon \mathbb {C} \to {\hat {\mathbb {C} }}}, {\displaystyle f(z)=z^{m}} и {\displaystyle g(z)=1/z^{n}} для натуральных чисел {\displaystyle m} и {\displaystyle n}.
  - Этот орбифолд является хорошим тогда и только тогда, когда {\displaystyle n=m}.

## История
Впервые орбифолды были рассмотрены Сатаке, который назвал их V-многообразиями. Термин «орбифолд» (англ. orbifold) был введён позже Тёрстоном.
Оба определяли орбифолд как фактор многообразия по действию группы (в современной терминологии, они определяли «хорошие орбифолды»). Позже Андре Хафлигер дал более общее определение через группоиды, которое является стандартным современным определением.